# Louis Marie Gaussart
Louis Marie Gaussart, né le 7 novembre 1773 à Binson-et-Orquigny (Marne), mort le 9 décembre 1838 à Paris, est un général français de la Révolution et de l’Empire.

## États de service
Fils de notaire, il entre en service le 29 juillet 1792, au 7e bataillon de volontaires de la Marne, et il sert à l’armée de la Moselle. Il devient sergent-major le 6 octobre 1792 dans la compagnie de grenadiers du 5e bataillon de volontaires de la Moselle, et il sert avec son bataillon durant la campagne de Belgique. Peu de temps après, il est chargé par son commandant de s’emparer des avant-postes ennemis à l’abbaye de Florennes, il justifia pleinement la confiance de son chef. 
Il est nommé lieutenant le 8 juillet 1793 au 7e bataillon de volontaires de la Marne, et il fait en cette qualité, les campagnes des armées des Ardennes, de la Moselle, et du Rhin. Il se trouve aux affaires d’Arlon le 9 juin 1793, de Virton, de l’abbaye d’Orval et de Bouillon. À la prise des lignes de Wissembourg, il a l’honneur à la tête d’un détachement de tirailleurs, de gravir un des premiers la fameuse montagne de Klimbach, il est blessé d’un coup de sabre à la main droite et il faillit être fait prisonnier. Il assiste à la prise de Lauterbourg le 18 septembre 1793, et à celle de Spire, au déblocus de Landau, aux affaires des lignes de Kaiserslautern fin novembre 1793 et de Saint-Wendel, où il perd tous ses effets.
Le 24 août 1795, il est appelé par le général Pinon pour lui servir d’aide de camp à l’armée du Nord, et dans toutes les subdivisions qu’il commanda dans l’Ouest. Il est nommé capitaine le 25 février 1797, et classé à la suite de la 75e demi-brigade d’infanterie de deuxième formation.
Affecté à l’Armée d’Angleterre comme adjoint à l’un des fils du général Dugommier, il est chargé le 24 janvier 1798, par le général en chef Kilmaine de la rédaction du journal historique de l’armée. Le 22 juillet 1798, il est rappelé auprès du général Pinon, et il fait la campagne à l’Ouest avec ce dernier. Il est promu chef de bataillon le 7 août 1800.
En l’an IX, il est employé dans la 21e division militaire, il commande pendant six mois la 1re subdivision, et il devient le 23 septembre 1801, aide de camp du général Desjardin. Il est fait chevalier de la Légion d’honneur le 14 juin 1804, alors qu’il est affecté au camp de Brest. 
Il accompagne son général à la 1re division du 7e corps de la Grande Armée, lors des campagnes d’Autriche, de Prusse et de Pologne. Il est blessé d’un coup de biscaïen à la jambe gauche le 26 décembre 1806, au combat de Golymin, et il est promu major au 96e régiment d’infanterie de ligne le 14 février 1807, après la bataille d’Eylau. Il passe officier de la Légion d’honneur le 10 septembre 1807.
Le 10 janvier 1808, il est désigné chef du 4e régiment provisoire, qu’il conduit en Espagne, et le commande le 28 juin 1808, au combat de Valence, où il a le corps traversé de part en part par une balle.
De retour en France, il prend le 23 mars 1809, comme colonel en second le commandement du 23e régiment d’infanterie, qu’il conduit en Allemagne, et il devient après la bataille de Wagram, le 29 août 1809, chef de la 2e demi-brigade provisoire qu’il ramène en France. Il est nommé colonel le 24 septembre 1809, au 18e régiment d’infanterie légère, et il passe en Illyrie début 1810. Il est créé chevalier de l’Empire le 16 décembre 1810, avec une dotation annuelle de 2 000 francs. Pendant la campagne de Russie, il est rattaché au 4e corps de la Grande Armée, il a le pied droit traversé par un coup de feu au combat de Maloyaroslavets le 24 octobre 1812, et le 16 novembre 1812, il reçoit une balle dans l’œil droit à la bataille de Krasnoï. 
Il est promu général de brigade le 12 avril 1813, et le 17 avril il est attaché au 3e corps de la Grande Armée. Le 12 août 1813, il est autorisé à rentrer en France pour y soigner ses blessures, et il obtient le 28 septembre le commandement du département de Lot-et-Garonne. Il est créé baron de l’Empire le 9 octobre 1813.
À la paix de 1814, il rentre dans ses foyers, et le 13 février 1815, le roi Louis XVIII le fait chevalier de Saint-Louis.
Pendant les Cent-Jours, il est rattaché  au corps d’observation du Jura (7e corps d’armée), et le 1er janvier 1816, il est mis en non activité. Le 30 décembre 1818, il est compris comme disponible dans le cadre de l’état-major général de l’armée, et il est mis à la retraite le 1er janvier 1825. Il est fait commandeur de la Légion d’honneur le 14 septembre 1831, et il passe dans le cadre de vétérance le 1er janvier 1835.
Il meurt le 9 décembre 1838, et il est inhumé au cimetière du Montparnasse, 13e division, chemin Lenoir.

## Armoiries
- Chevalier de L’Empire, décret du 15 août 180], lettres patentes du 16 décembre 1810.

- D’azur à trois chevrons superposés d’argent, accompagnés en chef à dextre d’un lion rampant contourné, à sénestre d’une épée haute en pal du même ; bordure du tiers de l’écu de gueules au signe des chevaliers légionnaires posé au deuxième point en chef. Pour livrées : les couleurs de l’écu.
- Baron de l’Empire, décret du 24 juillet 1813, lettres patentes du 9 octobre 1813

- Écartelé ; au premier de sable au pont d’une arche d’or soutenu d’une rivière d’argent ; au deuxième des barons tirés de l’armée ; au troisième d’azur au lion contourné, d’argent ; au quatrième d’or à trois chevrons, l’un sur l’autre, de gueules. Pour livrées les couleurs de l’écu.

## Sources
- (en) « Generals Who Served in the French Army during the Period 1789 - 1814: Eberle to Exelmans »
- Thierry Pouliquen, « Les généraux français et étrangers ayant servis [sic] dans la Grande Armée » (consulté le 3 décembre 2013)
- Baptiste-Pierre Courcelles, Dictionnaire historique et biographique des généraux français : depuis le onzième siècle jusqu'en 1822, vol.6, l’Auteur, 1822, 500 p. (lire en ligne), p. 255.
- A. Lievyns, Jean-Maurice Verdot et Pierre Bégat, Fastes de la Légion-d'honneur, biographie de tous les décorés accompagnée de l'histoire législative et réglementaire de l'ordre, tome 5, Bureau de l’administration, 1847, 607 p. (lire en ligne), p. 359.